# Cuisine aïnou
La cuisine aïnoue est la manière dont les Aïnous préparent leur nourriture.
Les Aïnous sont traditionnellement des chasseurs-cueilleurs, ce qui influe sur leur gastronomie. La cuisine aïnou a influencé la cuisine japonaise traditionnelle de l'ethnie majoritaire, notamment par l'usage de l'algue kombu et la sensation d'umami qui en résulte. Elle s'en distingue notamment par l'absence ou la rareté de consommation de riz et de poisson ou de viande cru, en général bouillis ou rôtis, même si le poisson peut être séché.

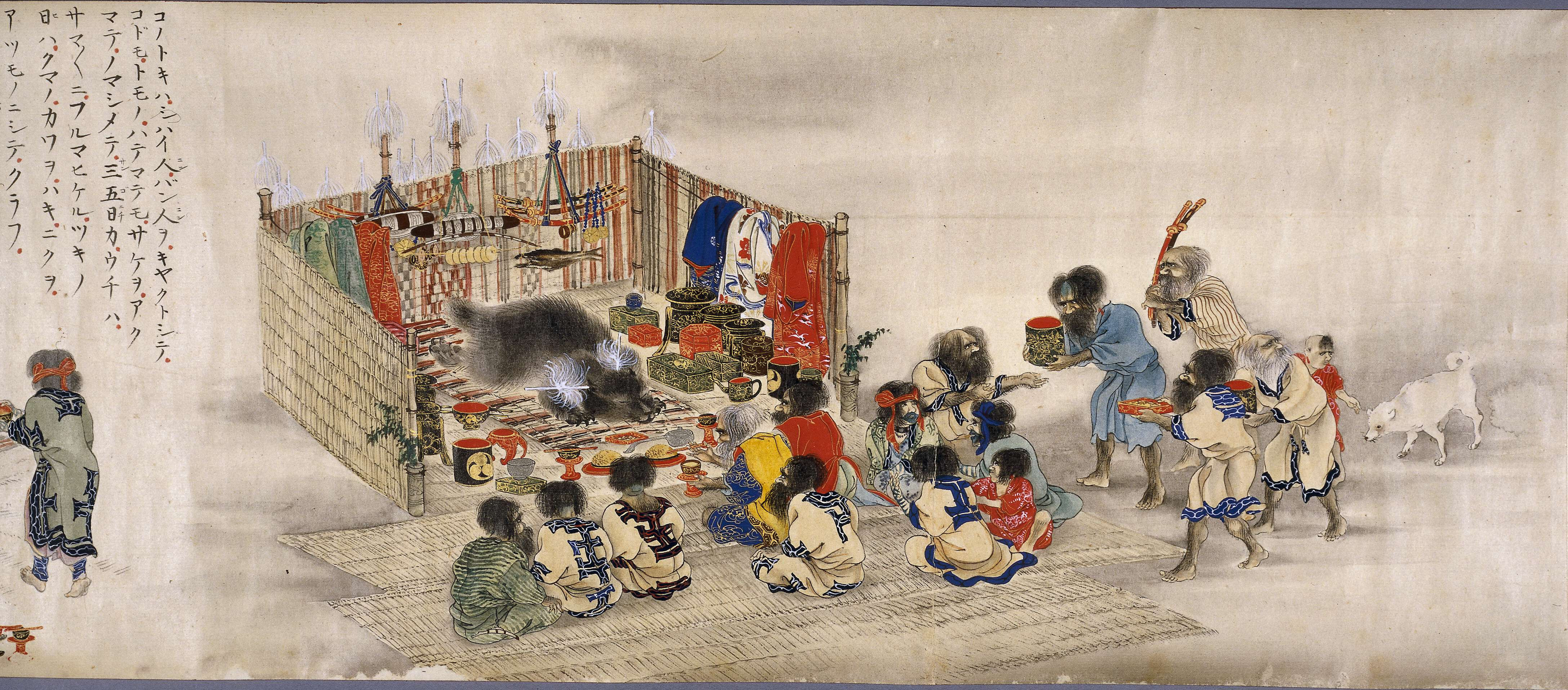
Iyomante vers 1870.

L'ours est consommé rarement, lors d'un rituel, appelée iyomante. Lorsqu'une femme aïnoue perd un enfant, il arrive qu'un ourson soit capturé bébé et nourri au sein. Il est ainsi élevé durant trois ou quatre ans où il devient un membre à part entière du clan, puis sacrifié, avant que sa chair ne soit consommée lors d'un banquet. Traditionnellement, les tribus aïnoues s'approprient ainsi la force et toutes les qualités de l'animal, particulièrement en mangeant sa patte antérieure gauche, mais aussi sa langue, son museau, ses oreilles, son cœur ou son foie. Le crâne de l'ours est généralement conservé comme talisman.